# 러브 파크

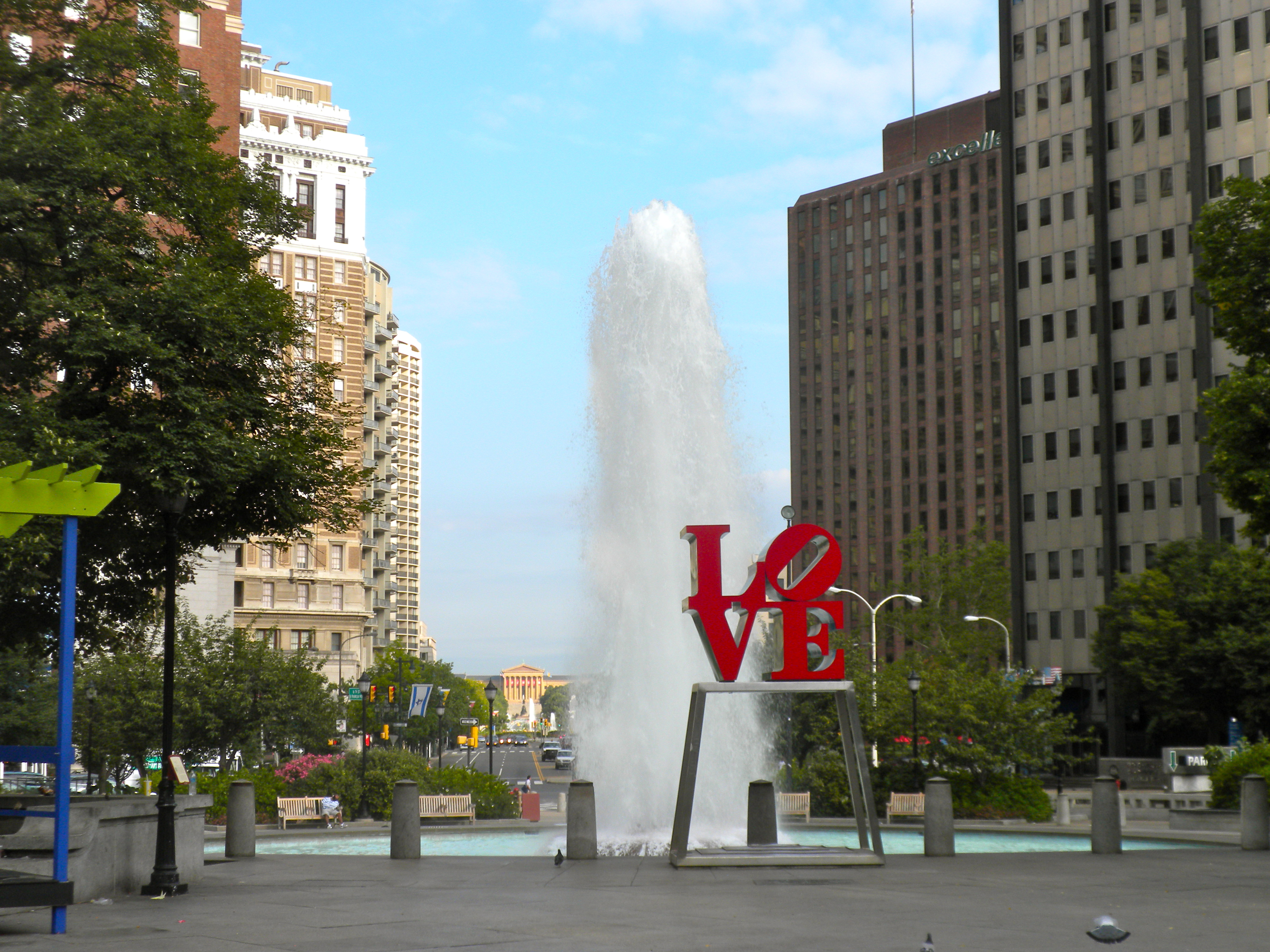
러브 파크

러브 파크(LOVE Park)는 펜실베이니아주 필라델피아 센터시티의 광장이다. 광장에는 로버트 인디애나의 조각 러브가 세워져있다. 공식 명칭은 JFK 플라자(JFK Plaza)이다.